# Sale City
Sale City es un pueblo ubicado en el condado de Mitchell en el estado estadounidense de Georgia. En el censo de 2000, su población era de 414.

## Demografía
En el 2000 la renta per cápita promedia del hogar era de $33,542, y el ingreso promedio para una familia era de $37,778. El ingreso per cápita para la localidad era de $16,971. Los hombres tenían un ingreso per cápita de $30,625 contra $19,306 para las mujeres.

## Geografía
Sale City se encuentra ubicado en las coordenadas 31°15′47″N 84°1′20″O / 31.26306, -84.02222 (31.262970, -84.022182).
Según la Oficina del Censo, la localidad tiene un área total de 4,7 km² (1,8 mi²), de la cual 4,7 km² (1,8 mi²) es tierra y 0 km² (0 mi²) (0.00%) es agua.